# ولادیمیر نائوموف
ولادیمیر نائوموویچ نائوموف (روسی: Влади́мир Нау́мович Нау́мов؛ زادهٔ ۶ دسامبر ۱۹۲۷) کارگردان فیلم، نویسنده، بازیگر و فیلم‌نامه‌نویس اهل اتحاد جماهیر شوروی سوسیالیستی است.
از فیلم‌هایی که وی در آن‌ها نقش داشته‌است، می‌توان به پاول کارچگین و تهران ۴۳ اشاره نمود.
وی همچنین برندهٔ جوایزی همچون جایزه هنرمند مردمی اتحاد جماهیر شوروی، جایزه دولتی اتحاد شوروی، هنرمند مردمی جمهوری شوروی فدراتیو سوسیالیستی روسیه، و نشان پرچم سرخ کار شده‌است.